# Diósjenő
Diósjenő är en ort i Ungern.   Den ligger i provinsen Nógrád, i den nordvästra delen av landet, 50 km norr om huvudstaden Budapest. Diósjenő ligger 250 meter över havet och antalet invånare är 2 746.
Terrängen runt Diósjenő är kuperad åt nordväst, men åt sydost är den platt. Runt Diósjenő är det ganska tätbefolkat, med 100 invånare per kvadratkilometer. Närmaste större samhälle är Vác, 19,4 km söder om Diósjenő. I omgivningarna runt Diósjenő växer i huvudsak lövfällande lövskog.